# 지로니마 스파나
지로니마 스파나(Gironima Spana) 이탈리아의 점성술사이자 독극물 유포범이다. 로마에서 남편 살해를 기도하는 여인들에게 아쿠아 토파나를 판매한 여성 상인들을 기소한 사건인 스파나 사건의 중심인물로, 1659년 7월 5일 공범 네 명과 함께 처형됐다.
지롤라마 스파라(Girolama Spara), 지롤라마 스팔라(Girolama Spala) 등의 이름으로도 알려졌으나, 법정 기록에서 본인이 사용한 이름은 '지로니마 스파나'다. 대외적으로는 점성술사로 일했기 때문에 '점성가(L' Astrologa)', '여선지자(L'Indovina)' 같은 별칭도 있었다.

### 출생과 유년 시절
1661년, 스페인 갤리선단의 물주이자 팔레르모 소재 스페인 병원의 지출감독관인 니콜로 스파노의 딸로 부유한 환경에서 태어났다. 아버지인 스파노가 죽은 후 양어머니인 줄리아 만자르디의 양딸이 됐고, 만자르디는 1624년 부유한 부동산 투자가인 체자레 란체티와 재혼했다. 줄리아 만자르디는 팔레르모에서 아쿠아 토파나를 유포한 것으로 악명 높은 줄리아 토파나였다.

### 범죄 활동
1624년. 스파나의 가족은 지로니마의 외삼촌이 있는 로마로 이주했다. 외삼촌은 안드레아 로레스티노라는 사제로, 점성가이기도 했다.
양아버지인 란체티는 낭비벽이 심했고, 가산을 탕진하여 어려운 상황에 처한 스파나는 열 네살의 나이로 결혼하게 됐다. 양어머니인 만자르디는 결혼 중매업자로 일을 시작하면서 비밀리에 아쿠아 토파나 제조 사업을 재개했다.
1643년 스파나의 가족은 로마의 룬가라 가(街)에 정착했을 당시, 스파나는 피렌체 출신 양곡 투기꾼인 니콜로 카이오치와 결혼한 상태였다. 외도와 사치를 일삼았다는 카이오치는 1640년 이후로는 스파나와 같이 살지 않은 것으로 확인되며, 1655년에 빚쟁이를 피해 로마를 떠난 것으로 알려졌다.
스파나는 대외적으로 점성술사이자 약제사로 활동하면서 양어머니인 만자르디로부터 아쿠아 토파나의 제조법을 배우고, 만자르디와 함께 그를 사람들에게 팔았다. 특히 가정폭력을 일삼는 남편을 둔 여인들을 주요 고객으로 했다.
만자르디를 본 적이 있다는 당대의 로마 시민들에 따르면, 만자르디는 '못생기고 심술궂게 생겼으며' ' 초라하고 불쾌한 행색을 했다'고 표현했다. 그러나 스파나는 만자르디를 '선한 여인'이라고 부를 정도로 만자르다와 사이가 아주 좋았다.
역사가들에 의하면 만자르디는 1651년 1월 17일 잠든 준 세상을 떠났으며, 누구도 그가 독극물을 제조하고 팔고 있었다는 사실을 몰랐다고 한다. 스파나는 만자르디의 일을 이어받았 사업을 크게 키웠다. 1650년대에 스파나는 여성 판매원들을 여럿 고용해 아쿠아 토파나를 적극적으로 유포했다.
한편 스파나는 로마에서 유명한 점성술사로, 귀족들을 상대로 미래를 예견하고 잃어버린 물건을 찾아주는 일을 했다. 스파나는 귀족 살롱에 어울리는 복장과 품행으로 귀족들과 친분을 쌓았고, 친한 귀부인들은 스파나에게 마차를 빌려주기도 하여 마차를 타고 로마 시내를 돌아다니는 스파나의 모습이 자주 보였다고 한다.

### 기소
스파나의 독약 사업은 그가 고용한 판매원 중 한 명인 조반나 데 그란디스가 독약을 팔던 중 현행범으로 체포되면서 교황청 당국에 알려졌다. 1659년 1월 31일, 그란디는 토르 디 노나에서 잡혀 심문을 받던 중 스파나에 대해 발설하고 말았다.
같은 해 2월 22일 스파나가 체포되어 토르 디 노나에 있는 교황청 산하의 감옥으로 압송됐다. 스파나의 심문을 맡은 스테파노 브라치 총독 대리에 의하면, 스파나는 지적이고 당당하고 자신감이 넘치는 사람이었다. 스파나는 공범들과 과거 고객들이 이어가는 고발과 반복되는 심문에도 굴하지 않고 고발된 내용을 모두 부인했고, 심문에 성실히 임하였다. 질문에 적극적으로 대답하며 긴 답변을 내놓기도 했지만, 자신의 지인이나 가족사, 살고 있는 곳에 대한 세세한 이야기를 하는 것으로 일관하며 자신에게 해가 되지 않는 정보만을 내놓았고 유죄를 입증할 만한 정보는 전혀 내놓지 않았다.
또한 다른 수감자들 보다 정신적 충격에 잘 무너지지 않았으며, 사제에게도 자신의 죄를 하나도 고하지 않았다고 한다. 법적으로 스파나의 자백이 없으면 사형을 집행할 수 없었기 때문에 당국은 곤란을 겪었다. 스파나는 오래도록 저항하다 6월 20일이 되어서야 장문의 자백서에 서명했다. 아쿠아 토파나와 관련해 스파나는 "내가 독을 건네준 사람 수가 내 머리에 난 머리카락의 수보다 많다"고 진술했다.
스파나 사건에 대한 수사는 몇 달 더 이어졌고, 1660년 3월에 비로소 마무리됐다. 수사 결과, 아쿠아 토파나를 팔거나 사용한 죄로 고발된 사람은 40명에 가까웠으며, 이에는 스파나 본인과 동업자인 조반나 데 그란디스, 마리아 스피놀라, 그라치오사 파리나, 라우라 크리스폴디가 포함됐다. 스파나와 동업자들은 1659년 7월 5일 로마 캄포 데 피오리에서 처형됐다.

## 영향
지로니마 스파나와 스파나 사건은  이후 자극적인 도시전설의 소재가 됐으며, 스파나의 행적은 양어머니인 줄리아 토파나의 행적과 혼동되기도 했다.

## 대중 문화에 미친 영향
스파나 사건은 영국 작가 안나 마졸라의 역사 소설 《비밀의 서(The Book of Secrets)》의 소재가 됐다. 2024년 3월 오리온 픽션에서 출판됐다.

## 같이 보기
- 독극물을 탄 여인
- 독극물 관련 사건

## 참고 문헌
1. ↑  Monson, Craig A.: The Black Widows of the Eternal City: The True Story of Rome’s Most Infamous poisoners
2. ↑  Philip Wexler, Toxicology in the Middle Ages and Renaissance, Elsevier Science - 2017, pages 63-64